# Stone Deaf Forever!
Stone Deaf Forever! è una raccolta di 5 CD dei Motörhead che ripercorre la carriera della band attraverso le loro migliori canzoni, rarità ed esibizioni live.

## Il disco
Nel disco sono incluse anche 19 canzoni rimaste finora inedite su album. Il tutto tratto dal 1975 al 2002.
Ogni disco (dal 1° al 4°) è suddiviso in ogni vario periodo della band.
L'ultimo invece, contiene le esibizioni live dal 1978-1999.
Tutte le tracce (eccetto quelle segnate) sono composte da Lemmy Kilmister, Eddie Clarke, Phil Taylor.

## Tracce

### Disco 1 (1975-1980)
1. Motorhead (Lemmy Kilmister)  (suonata dagli Hawkwind)
2. Lost Johnny (Farren, Kilmister)
3. Leaving Here (Holland, Dozier, Holland)
4. White Line Fever (Haggard)
5. The Watcher (Kilmister)
6. City Kids (Wallis, Sanderson)
7. I'm Your Witch Doctor
8. Motörhead (Kilmister)
9. Louie Louie (Richard Berry) (Peel Session '78)
10. Keep Us on the Road (Clarke, Farren, Kilmister, Taylor) (Peel Session '78)
11. Tear Ya Down (Peel Session '78)
12. I'll Be Your Sister (Peel Session '78)
13. Overkill
14. Stay Clean
15. Capricorn
16. Limb from Limb
17. Dead Men Tell No Tales
18. Stone Dead Forever
19. Step Down
20. Bomber
21. Over the Top (suonata con i The Damned)
22. Shoot You In the Back

### Disco 2 (1980-1986)
1. Ace of Spades (Clarke, Kilmister, Taylor)
2. Bite the Bullet"(Clarke, Kilmister, Taylor)
3. The Chase Is Better Than the Catch (Clarke, Kilmister, Taylor)
4. Live to Win (Clarke, Kilmister, Taylor) (BBC Session '80)
5. Like a Nightmare (Clarke, Kilmister, Taylor) (BBC Session '80)
6. Please Don't Touch (Heath, Robinson) (suonata con le Girlschool)
7. Iron Fist (Clarke, Kilmister, Taylor)
8. Heart of Stone (Clarke, Kilmister, Taylor)
9. Don't Need Religion (Clarke, Kilmister, Taylor)
10. Shine (Kilmister, Brian Robertson, Taylor)
11. One Track Mind (Kilmister, Robertson, Taylor)
12. I Got Mine (Clarke, Kilmister, Taylor)
13. Snaggletooth (Burston, Phil Campbell, Pete Gill, Kilmister)
14. Under the Knife (versione lenta) (Burston, Campbell, Gill, Campbell)
15. Ain't My Crime (Burston, campbell, Gill, Kilmister)
16. Nothing Up My Sleeve (Burston, Campbell, Gill, Kilmister)
17. Killed by Death (Burston, Campbell, Gill, Kilmister) (BBC Session '86)
18. Deaf Forever (Burston, Campbell, Gill, Kilmister) (BBC Session '86)
19. Orgasmatron (spoken word) (Burston, Campbell, Gill, Kilmister) (BBC Session '86)
20. Orgasmatron (Burston, Campbell, Gill, Kilmister) (BBC Session '86)
21. Doctor Rock (Burston, Campbell, Gill, Kilmister) (BBC Session '86)

### Disco 3 (1987-1996)
1. Rock 'n' Roll (Burston, Campbell, Gill, Kilmister)
2. Eat the Rich (Burston, Campbell, Gill, Kilmister)
3. Just 'cos You Got the Power (Burston, Campbell, Gill, Kilmister)
4. Black Leather Jacket (Club X TV 1989)
5. No Voices in the Sky (Kilmister, Burston, Campbell, Taylor)
6. Going to Brazil (Kilmister, Burston, Campbell, Taylor)
7. Love Me Forever (Kilmister, Burston, Campbell, Taylor)
8. You Better Run (Kilmister)
9. I Ain't No Nice Guy (Kilmister)
10. Hell On Earth
11. Burner (Burston, Campbell, Mikkey Dee, Kilmister)
12. I Am the Sword (Burston, Campbell, Dee, Kilmister)
13. Bad Woman (Burston, Campbell, Dee, Kilmister)
14. Devils (Burston, Campbell, Dee, Kilmister)
15. Sacrifice (Burston, Campbell, Dee, Kilmister)
16. Sex & Death (Campbell, Dee, Kilmister)
17. Over Your Shoulder (Burston, Campbell, Dee, Kilmister)
18. Out of the Sun (Campbell, Dee, Kilmister)
19. I Don't Believe a Word (Campbell, Dee, Kilmister)

### Disco 4 (1996-2002)
Tutte le tracce (eccetto quelle segnate) sono composte da Phil Campbell, Mikkey Dee, Lemmy Kilmister.
1. Overnight Sensation
2. Broken
3. Listen To Your Heart (Kilmister)
4. Love for Sale
5. Snake Bite Love
6. Take the Blame
7. Joy of Labour
8. Orgasmatron 2000 (Burston, Campbell, Gill, Kilmister) (internet download)
9. Stay Out of Jail
10. One More Fucking Time
11. We Are Motörhead
12. Shoot 'Em Down (Twisted Sister cover)
13. Walk a Crooked Mile
14. Brave New World
15. Mine All Mine
16. Voices From the War

### Disco 5 (Live! 1978-1999)
1. On Parole (Wallis)
2. The Train Kept A-Rollin (Bradshaw, Mann, Howie)
3. Too Late, Too Late (Clarke, Kilmister, Taylor)
4. (I Won't) Pay Your Price (Clarke, Kilmister, Taylor)
5. Iron Horse (Clarke, Kilmsiter, Taylor)
6. (We Are) The Road Crew (Clarke, Kilmister, Taylor)
7. Nadine (Richard Berry)
8. Steal Your Face (Burston, Campbell, Gill, Kilmister)
9. Mean Machine (Burston, Campbell, Gill, Kilmister)
10. No Class (Clarke, Kilmister, Taylor)
11. Stone Deaf in the USA (Burston, Campbell, Kilmister, Taylor)
12. Dogs (Burston, Campbell, Kilmister, Taylor)
13. Traitor (Burston, Campbell, Kilmister, Taylor)
14. Built for Speed (Burston, Campbell, Gill, Taylor)
15. Acropolis (Metropolis) (Clarke, Kilmister, Taylor)
16. Angel City (Kilmister)
17. R.A.M.O.N.E.S. (Burston, Campbell, Kilmister, Taylor)
18. Silver Machine (Robert Calvert, Dave Brock)
19. On Your Feet or On Your Knees (Burston, Campbell, Dee, Kilmister)
20. I'm So Bad, Baby I Don't Care (Burston, Campbell, Kilmister, Taylor)
21. Born to Raise Hell (Burston, Campbell, Dee, Kilmister)

## Formazione
- Lemmy Kilmister - basso, voce
- Phil Campbell - chitarra
- Mikkey Dee - batteria
- Larry Wallis - chitarra
- Lucas Fox - batteria
- "Fast" Eddie Clarke - chitarra
- Phil "Philty Animal" Taylor - batteria
- Brian "Robbo" Robertson - chitarra
- Würzel - chitarra
- Pete Gill - batteria